# Ranoidea nannotis
Ranoidea nannotis – gatunek płaza bezogonowego z podrodziny Pelodryadinae w rodzinie rzekotkowatych (Hylidae).

## Występowanie
Jest to endemit zamieszkujący jedynie północno-wschodnie wybrzeże australijskiego stanu Queensland od miejscowości Paluma do Mungumby Creek (dawniej do Cooktown). Zwierzę występuje w przedziale wysokości 180–1000 metrów nad poziomem morza, dawniej spotykano je też wyżej – do 1300 m n.p.m.

## Rozmnażanie

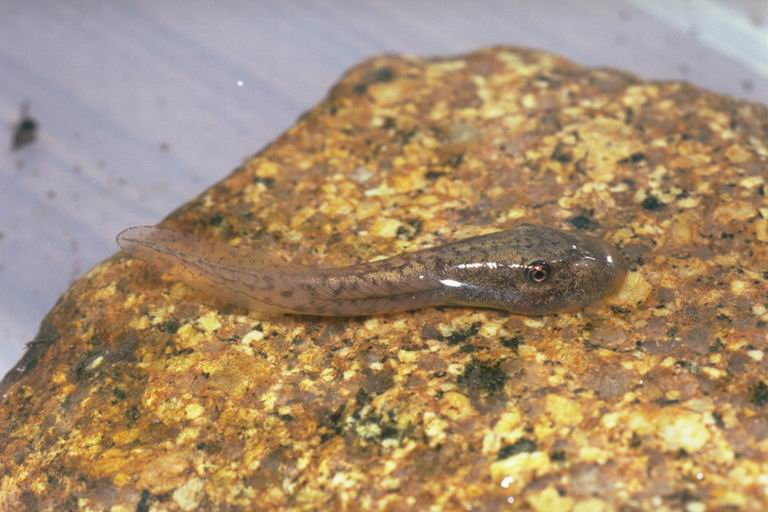
Kijanka

Samica składa do wody pod kamieniami od 136 do 216 żelatynowatych jaj pozbawionych pigmentacji. Wylęgające się larwy zwane kijankami przystosowały się do rwistych potoków.

## Status
W Czerwonej księdze gatunków zagrożonych IUCN płaz ten od 2022 roku klasyfikowany jest jako gatunek najmniejszej troski (LC, ang. Least Concern); wcześniej, od 1996 roku uznawano go za gatunek zagrożony (EN, ang. Endangered), a od 1994 roku za gatunek narażony (VU, ang. Vulnerable).
Pod koniec lat 80. i na początku lat 90. XX wieku gatunek doświadczył spadku liczebności. Przez pewien czas przyczyna takiego stanu rzeczy była nieznana, ale obecnie uważa się, że najprawdopodobniej przyczyniła się do tego chytridiomikoza – choroba zakaźna wywoływana przez grzyba Batrachochytrium dendrobatidis. Obecnie liczebność gatunku nie ulega większym zmianom. Występuje on na terenie kilku obszarów chronionych, w tym parków narodowych, pomimo to wymaga on ochrony. Wśród potencjalnych zagrożeń wymienia się inwazyjny gatunek mrówki Anoplolepis gracilipes oraz zmiany klimatu.